# Bauernfängerei
Bauernfängerei bezeichnet einen plumpen Betrug. Das Wort ist eine Ableitung von Bauernfänger und stammt aus der Berliner Gaunersprache. Bauern waren ursprünglich Leute, die aus dem Umland nach Berlin reisten und dort Opfer von Betrügern wurden; mit fangen war „überlisten“ gemeint.
Die Illustrirte Zeitung beschrieb 1872 in einer Reportage über die „Bauernfänger von Berlin“, wie Betrüger vom Land kommende Reisende, die mit dem ungewohnten Betrieb in der fremden Stadt überfordert waren, mit falscher Freundlichkeit als Opfer „fingen“. Durch das betrügerische Glücksspiel „Kümmelblättchen“, die Zusage von Hilfe bei der Arbeitssuche oder Ähnliches erleichterten sie die „Bauern“ um ihr Reisegeld.
Heute wird der Begriff ganz allgemein für Betrüger verwendet, die ihre Opfer mit falschen Versprechungen hereinlegen. Typisch sind die Täuschung der Opfer und das Ausnutzen ihrer Unkenntnis. Ein klassisches Beispiel ist die postalisch versandte Gewinnzusage, bei der angeblich hohe Gewinne versprochen, aber letztlich nie ausgezahlt werden. Abofallen beruhen darauf, dass die Opfer den Vertrag entweder nicht verstehen oder relevante Passagen („Kleingedrucktes“) nicht beachten. Kaffeefahrten haben einzig den Zweck, Waren überteuert zu verkaufen. Bei anderen Bauernfängereien wie dem Hütchenspiel wird direkt Geld abgezockt.
Die Warnung „Nepper, Schlepper, Bauernfänger“ wurde als Untertitel in der Fernsehsendung Vorsicht Falle! (ZDF) mit Eduard Zimmermann zum geflügelten Wort.